# Sadık Altıncan
Mehmet Sadık Altıncan (* 1898 in Istanbul; † 16. Februar 1963) war ein türkischer Admiral, der zuletzt von 1950 bis 1957 Oberkommandierender der Marine (Türk Deniz Kuvvetleri) war.

## Leben
Nach dem Schulbesuch trat Altıncan 1916 in die damalige Marineschule (Bahriye Mektebi) der Seestreitkräfte des Osmanischen Reiches ein und wurde nach deren Beendigung am 14. Juni 1918 Schiffsingenieur. Bereits kurze Zeit später ging er während des Ersten Weltkrieges am 22. Juni 1918 nach Deutschland und kehrte am 27. Mai 1919 in die Türkei zurück, wo er in der Folgezeit an dem von Mustafa Kemal Pascha geführten türkischen Befreiungskrieg teilnahm. Nach dessen Beendigung war er Offizier auf Kriegsschiffen und wurde schließlich U-Boot-Kommandant. 1930 wurde er Offiziershörer an der Marineakademie (Deniz Harp Akademisi) und nach deren Beendigung 1933 Stabsoffizier in verschiedenen Marineeinheiten, bei der Flotte sowie im Hauptquartier des Generalstabes.
Nach seiner Beförderung zum Flottillenadmiral 1945 wurde Altıncan stellvertretender Befehlshaber der Kriegsschiffverbände sowie im Anschluss stellvertretender Kommandant und Ausbildungsleiter der Marineschule (Deniz Harp Okulu). 1948 erfolgte seine Beförderung zum Konteradmiral und zugleich die Ernennung zum stellvertretenden Oberbefehlshaber des Flottenkommandos. 
Am 13. Juni 1950 wurde er als Nachfolger von Admiral Mehmet Ali Ülgen amtierender Oberkommandierender der Marine und als solcher 1951 zum Vizeadmiral befördert. Am 30. August 1955 erfolgte schließlich die Beförderung Altıncans zum Admiral sowie zugleich die offizielle Ernennung zum Oberkommandierenden der Marine. Diese Funktion übte er bis zu seinem freiwilligen Ausscheiden aus dem aktiven Militärdienst am 12. September 1957 aus. Nachfolger wurde daraufhin Admiral Fahri Korutürk, der spätere Staatspräsident der Türkei.